# Święty Bór
Święty Bór – wzmiankowany (pod nazwą Zutibure) w Kronice Thietmara (VI, 37) święty gaj słowiańskiego plemienia Chudziców. Gaj znajdował się na terenie obecnego Schkeitbar pod Lützen. Według Thietmara był otaczany przez Słowian pełną boską czcią i uważany za nietykalny. Kronikarz nie precyzuje, czy znajdowała się w nim jakaś świątynia lub posąg.
W roku 1009 z rozkazu biskupa merseburskiego Wigberta gaj został wycięty, a na jego miejscu postawiono kościół pod wezwaniem św. Romana.